# 藤沼大輔
藤沼 大輔（ふじぬま だいすけ、1953年1月9日 - ）は、日本の実業家。株式会社読売広告社代表取締役社長。

## 人物・経歴
熊本県出身。1976年立教大学社会学部卒業。1984年博報堂入社。博報堂第一ビジネスユニット第五営業局第三営業部長、第一広告カンパニー第五営業局長、第四アカウントユニットエグゼクティブアカウントディレクターを経て、2010年読売広告社取締役執行役員営業副統括。2012年読売広告社取締役常務執行役員。2015年読売広告社取締役専務執行役員。2016年から読売広告社代表取締役社長を務め、チェブラーシカのライセンス管理を行ってSwimmyDesignLabとのコラボレーションを進めるなどした。
2022年4月1日をもって読売広告社代表取締役を退任し、取締役会長に就任。